# Савкин, Александр Евгеньевич
Александр Евгеньевич Савкин (род. 13 декабря 1978, Липецк, СССР) — российский гребец.

## Карьера
Родился в городе Липецк.
Участник пяти чемпионатов мира.
Участник трёх чемпионатов Европы. Бронзовый призёр чемпионата Европы 2007 года в соревнования лёгких непарных четвёрок без рулевого.
Участник Олимпиады 2004 года, где российская лёгкая непарная четвёрка без рулевого стала восьмой.